# Oricourt
Oricourt település Franciaországban, Haute-Saône megyében. Lakosainak száma 34 fő (2022. január 1.). Oricourt Montjustin-et-Velotte, Aillevans, Arpenans és Oppenans községekkel határos.

## Népesség
A település népességének változása:
| Lakosok száma | 38   | 38   | 38   | 38   | 39   | 41   | 38   | 34   |
|               | 2013 | 2015 | 2017 | 2018 | 2019 | 2020 | 2021 | 2022 |